# Zhuchang (köping i Kina, Guizhou)
Zhuchang (kinesiska: 朱昌, 朱昌镇) är en köping i Kina. Den ligger i provinsen Guizhou, i den sydvästra delen av landet, nära eller i provinshuvudstaden Guiyang.